# 三万線
三万線（さんまん-せん）は中華人民共和国重慶市綦江区三江鎮と万盛区を連絡する中国国鉄の鉄道路線。
三万線の建設は1942年（民国31年）から1947年（民国36年）にかけて行われ、当時は綦江線の大渡口鋼廠の鉄鉱石及び石炭を運搬する支線として建設された。その後川黔線が建設されると綦江線五岔-三江区間が川黔線に移管され、三江-万盛駅区間が三万線として分割された。

## 駅一覧
三江 - 干壩子 - 蒲河 - 温塘 - 谷口河 - 万盛 

## 接続路線
- 三江駅：川黔線
- 万盛駅：万南線